# Николае Титулеску
Николае Титулеску (на румънски: Nicolae Titulescu) е румънски политик и дипломат, външен министър през 1927 – 1928 година и председател на Общото събрание на Обществото на народите през 1930 – 1932 година.

## Биография
Титулеску е роден на 4 март 1882 година в Крайова в семейството на земевладелец. През 1905 година завършва право в Парижкия университет, след което преподава в Яшкия университет, а от 1907 година - в Букурещ.
Включва се в политическия живот и през 1912 година е избран за депутат от Консервативно-демократическата партия, а през 1917 година става министър на финансите в правителството на Йон Братиану-син.
От лятото на 1918 година Титулеску се занимава главно с дипломатическа дейност, а от 1921 година е постоянен представител на Румъния при Обществото на народите в Женева. През 1927-1928 година е външен министър в правителството на Винтила Братиану, след което отново е представител в Женева. В това качество през 1930-1932 година е председател на Общото събрание на Обществото на народите.
През 1936 година е отстранен от поста и е принуден да живее в изгнание – първоначално в Швейцария, а след това във Франция, като се нареда сред известните критици на авторитарния режим в Румъния.
Николае Титулеску умира на 17 март 1941 година в Кан (Южна Франция).